# Regionalliga
La Fußball-Regionalliga es la cuarta división del fútbol en la Liga alemana de fútbol. Hasta 1974, fue el segundo nivel del sistema de Liga antes de ser disuelta. La Regionalliga fue reintroducida entonces como el tercer nivel del sistema en 1994. Tras la creación de una nueva 3. Liga a nivel nacional en 2008, fue degradada al cuarto nivel de la pirámide.

## Historia

### Antecedentes (1963-1974)
Desde la fundación de la Bundesliga en 1963 hasta la formación de la Zweite Bundesliga en 1974, hubo cinco Regionalligen que conformaban la segunda categoría del fútbol alemán:
- Regionalliga Nord, que abarca los estados federados de Baja Sajonia, Schleswig-Holstein, Bremen y Hamburgo.
- Regionalliga West, que abarca el estado federado de Renania del Norte-Westfalia.
- Regionalliga Berlin, que cubre Berlín.
- Regionalliga Südwest, que abarca los estados federados de Renania-Palatinado y Sarre.
- Regionalliga Süd, que abarca los estados federados de Baviera, Hesse y Baden-Wurtemberg

Los campeones y los subcampeones de las respectivas divisiones disputaban dos puestos de promoción a la máxima categoría de la Bundesliga, divididos en dos grupos, tras el final de la temporada.
En 1974 las dos Bundesligas II, Süd y Nord se convirtieron en la segunda categoría del fútbol alemán y las Regionalligen dejaron de existir hasta 1994.

### 1994 a 2000
En 1994 se reintrodujeron las Regionalligen, esta vez como la tercera división del fútbol alemán. Hubo inicialmente cuatro Regionalligen:
- Regionalliga Süd, que abarca los estados federados de Baviera, Hesse y Baden-Wurtemberg.
- Regionalliga West/Südwest, que abarca los estados federados de Renania-Palatinado, Sarre y Renania del Norte-Westfalia.
- Regionalliga Nord, que abarca los estados federados de Baja Sajonia, Schleswig-Holstein, Bremen y Hamburgo.
- Regionalliga Nordost, que abarca los estados federados de Brandeburgo, Berlín, Mecklemburgo-Pomerania Occidental, Sajonia-Anhalt, Turingia y Sajonia.

Entre 1994 y 2000, la promoción a la Bundesliga II estaba regulada sin mucha continuidad. Era una regla problemática, como el que convertirse en campeón de una división no significaba para un equipo el ascenso automático. Sin embargo, los campeones de las divisiones del sur y oeste ascendían automáticamente junto con uno de los dos finalistas. Los campeones de las divisiones norte y noreste tenían una eliminatoria para decidir quién conseguiría la promoción en cuarto lugar. Esta regla se justifica porque hay más clubes en la parte meridional de Alemania que en el norte.
En 1998, el reglamento para ascensos se volvió a modificar: el ganador de la repesca entre los campeones de la división del Norte y Nordeste era promovido, mientras que el perdedor se enfrentaba a los finalistas de las divisiones del Sur y Oeste en otra eliminatoria por el lugar de promoción restante.

### 2000 al 2008
En 2000 el número de las Regionalligen se redujo a dos:
- Regionalliga Nord, que abarca el norte de Alemania.
- Regionalliga Süd, que abarca el sur de Alemania.

La nueva alineación divisional no está obligado a ciertos Estados cualquiera más equipos se pueden mover entre las divisiones a fin de equilibrar los números del club. Esto llevó a algunos clubes en la División sur está geográficamente más al norte, a continuación, algunos clubes del Norte y viceversa.
Los campeones y los finalistas de cada división fueron ascendidos a la Zweite Bundesliga.

### 2008 a 2012
En 2008 la Regionalliga fue degradado a convertirse en la cuarta división del fútbol en Alemania después de la introducción de una nueva Liga tercera a nivel nacional. Sin embargo, hubo una expansión a tres divisiones: [1]
- Regionalliga Nord, abarca los estados fedrados de Brandeburgo, Berlín, Mecklemburgo-Pomerania Occidental, Sajonia-Anhalt, Turingia, Sajonia, Baja Sajonia, Schleswig-Holstein, Bremen y Hamburgo.
- Regionalliga Süd, abarca los estados federados de Baviera, Hesse y Baden-Wurtemberg.
- Regionalliga West, abarca los estados federados de Renania-Palatinado, Sarre y Renania del Norte-Westfalia.

Las divisiones se reorganizan anualmente según la ubicación geográfica de las sedes de los clubes, por un Comité de la DFB, con el fin de tener 18 equipos asignados a cada división cada año. Esto puede llevar a equipos asignados a una división distinta a la de su ubicación geográfica. Un ejemplo de esto es BV Cloppenburg, que fue asignado a la División Occidental para la temporada 2008-09 a pesar de estar ubicado en Baja Sajonia. Sus campeones son Bayer, Dynamo Dresde y AFC Augsburg (grupos 1 y 2), Bayern Munich 3 y Borusia Mönchengladbach (grupos 3 y 4), FSV Fráncfort del Meno y ASR Babilonia (últimos grupos 5 y 6).

### Desde 2012
En 2010 se hizo una propuesta de reestructuración de la liga, la cual determinaba que iba a haber 5 grupos regionales y que el máximo de equipos filiales en cada liga serían de 7, lo cual provocó también que algunos equipos cambiaran de grupo, ya que desapareció la Regionalliga Süd para crear la Regionalliga Südwest. Posteriormente se determinó que los equipos de la Dritte Bundesliga no podían tener un equipo filial en la Regionalliga.
Los cambios sirvieron para corregir las insolvencias presentadas en 2008 para que los equipos pudieran ser vistos en los medios de comunicación y que los equipos tuvieran mejoras en su infraestructura deportiva y administrativa. Las cinco Regionalligen son:
- Regionalliga Nord, cubre los estados federados de Baja Sajonia, Schleswig-Holstein, Bremen y Hamburgo
- Regionalliga Nordost, cubre los estados federados de Brandeburgo, Berlín, Mecklemburgo-Pomerania Occidental, Baja Sajonia, Turingia y Sajonia
- Regionalliga West, cubre el estado federado de renania del Norte-Westfalia
- Regionalliga Südwest, cubre los estados federados de Renania-Palatinado, Sarre, Hesse y Baden-Wurtemberg
- Regionalliga Bayern, cubre el estado federado de Baviera

### Mapas
Historia de la distribución de las Regionalligen desde 1963:

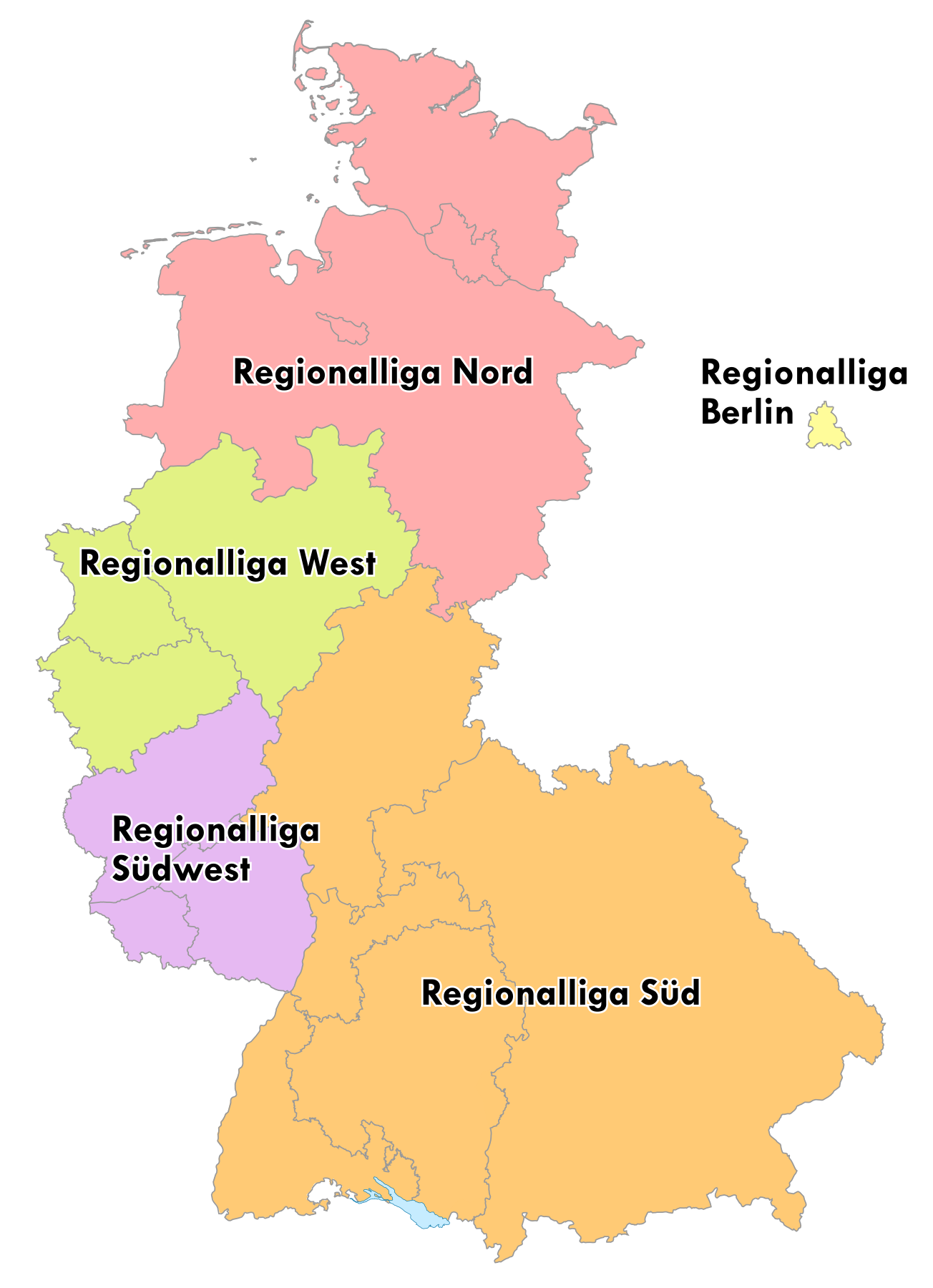
Las Regionalligen de 1963 a 1974.
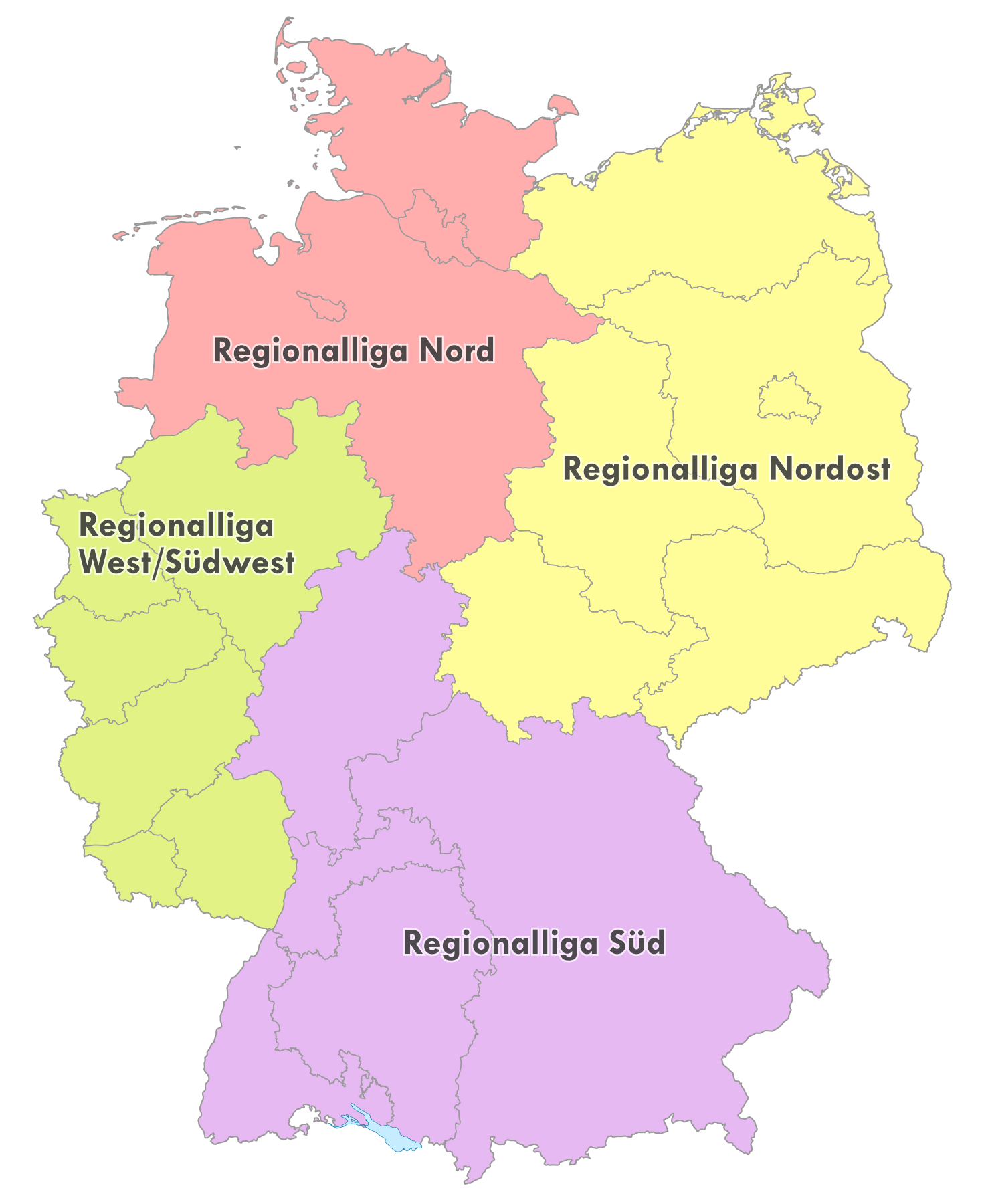
Las Regionalligen de 1994 a 2000.
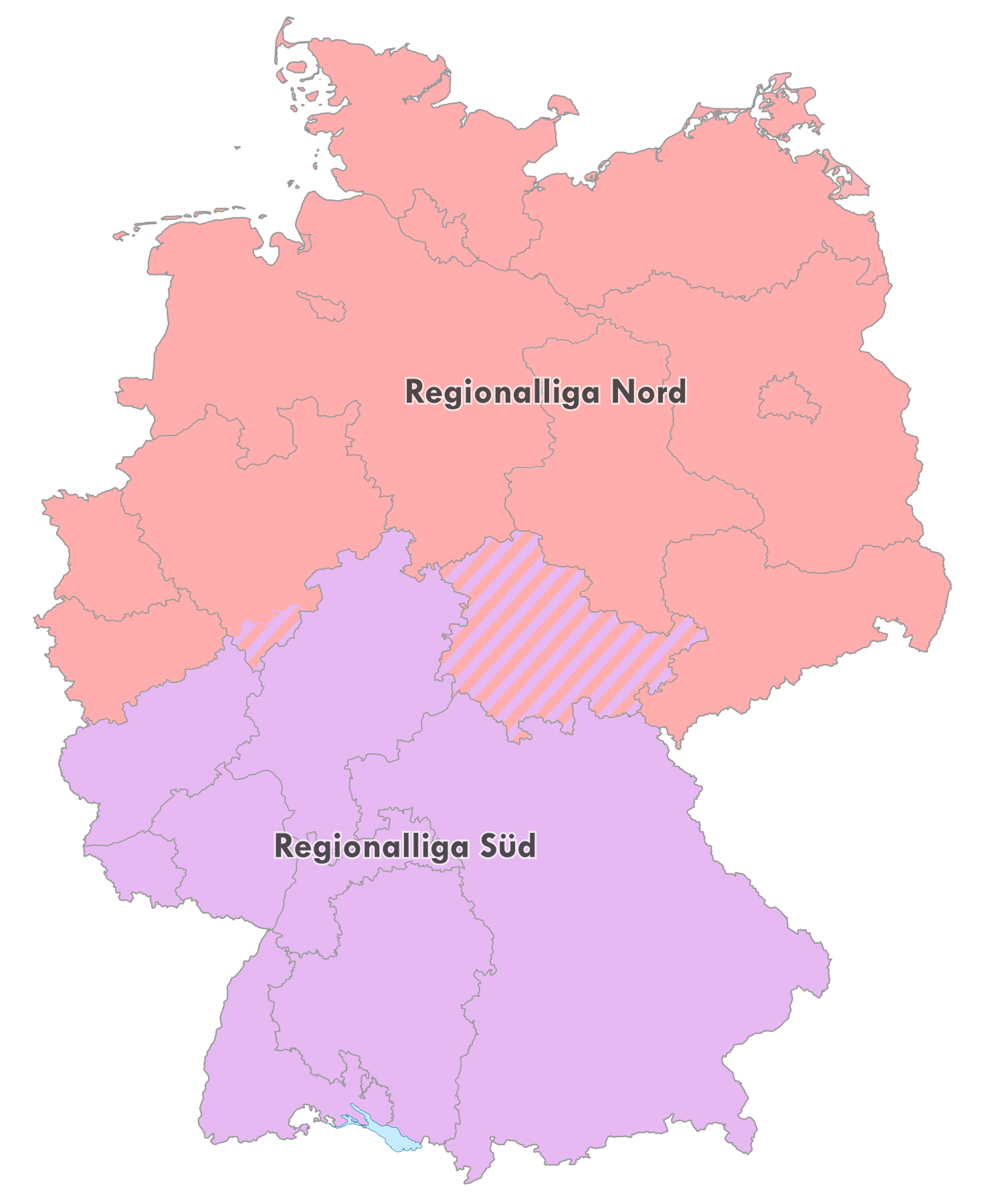
Las Regionalligen de 2000 a 2008.
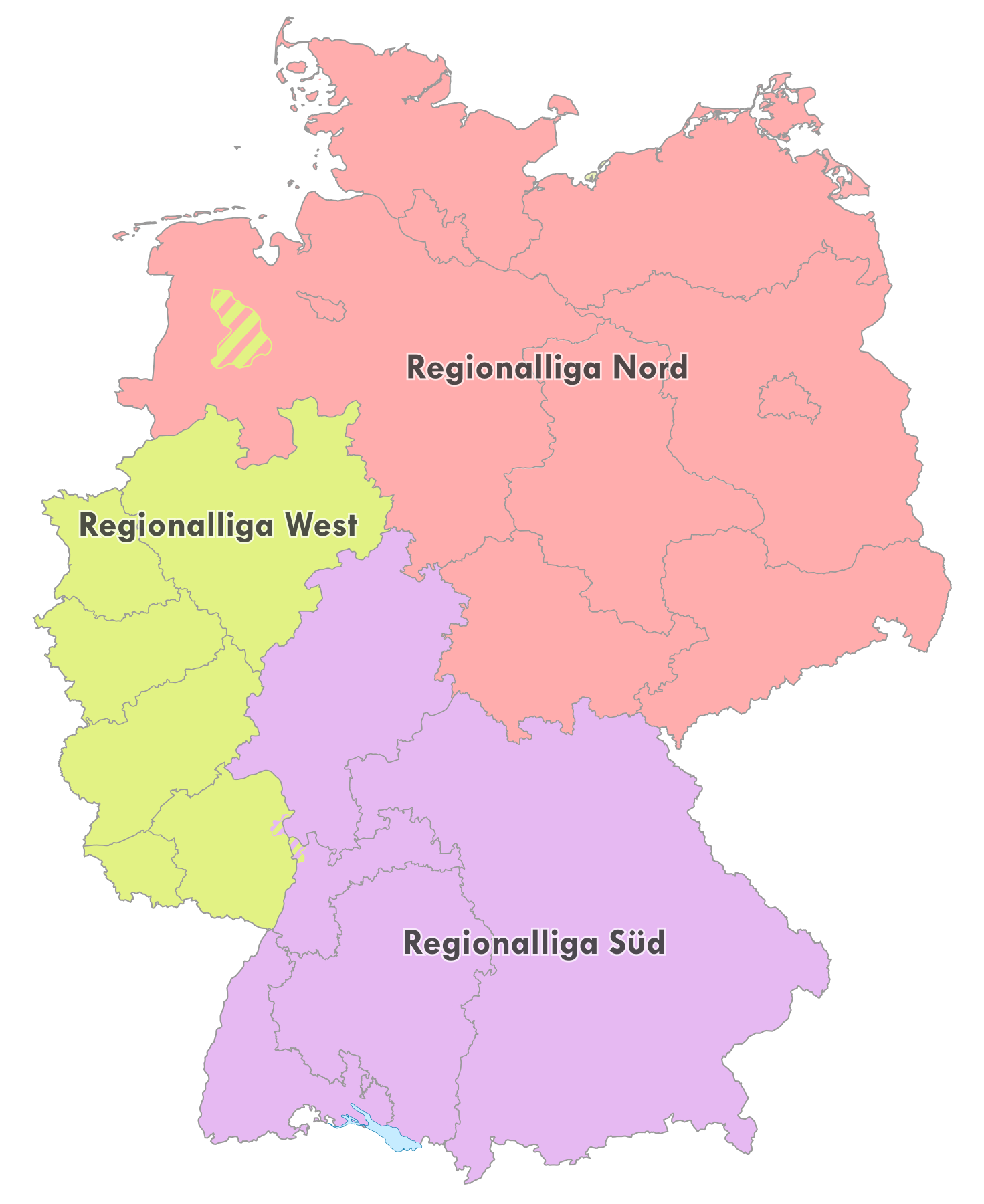
Las Regionalligen de 2008 a 2012.
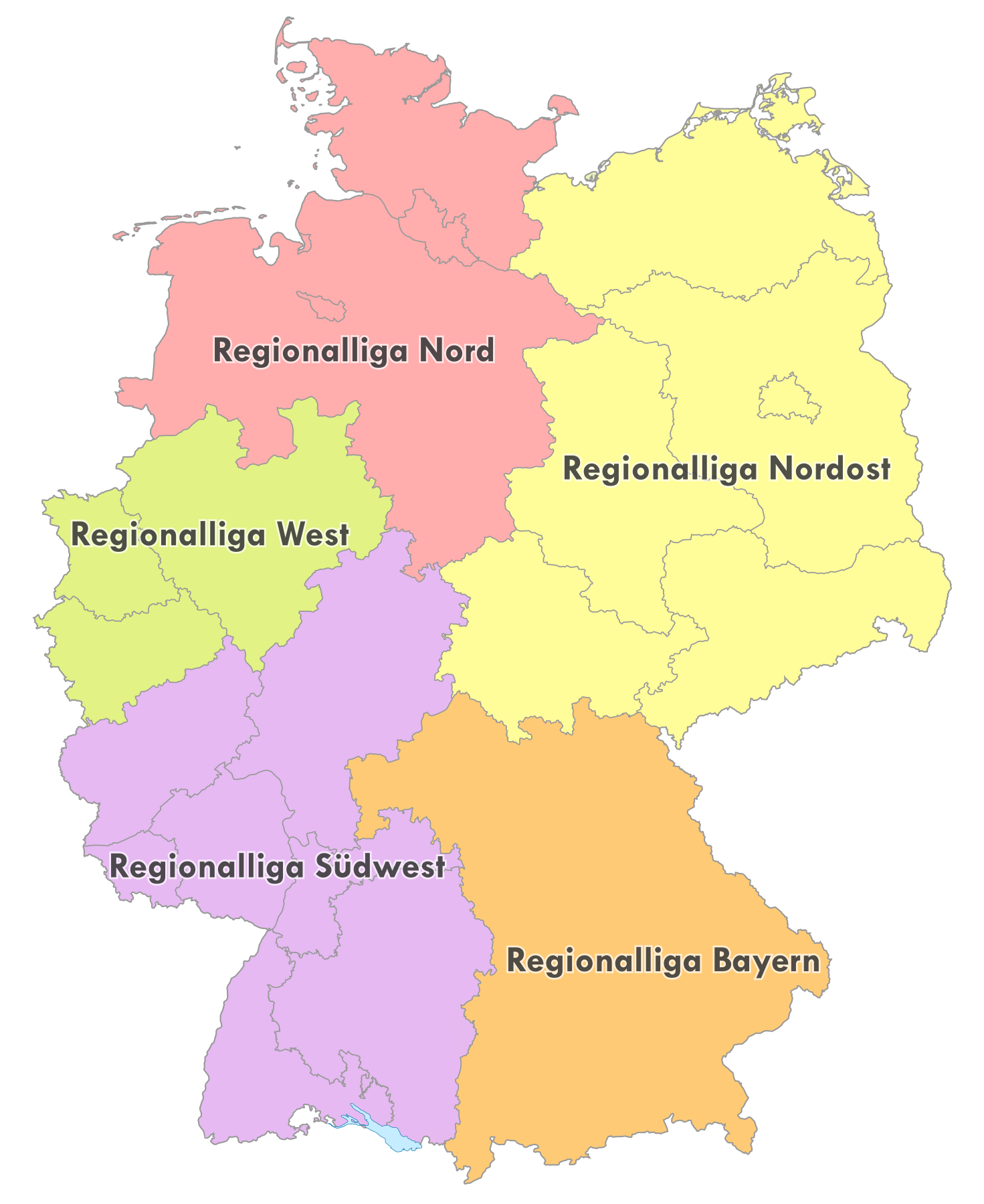
Las Regionalligen desde 2012.

## El programa de la Liga

### Licencias
Un club que quiere desempeñar en la Regionalliga debe cumplir con dos condiciones. En primer lugar, el equipo debe calificar para la Liga. En segundo lugar, el club debe obtener una licencia de la DFB. Esta licencia se concede si el club puede demostrar que es financieramente sólido, que su estadio se ajusta a las normas de seguridad, y que tiene una sección de trabajo con la juventud.

### Promoción
Los campeones de cada división una de las 5 divisiones más el segundo de la Südwest conforman 3 play-offs de 6 equipos en la cual los 3 ganadores ascienden a la 3. Liga de la siguiente temporada. Los equipos de reserva también serán elegibles para promoción, a menos que los respectivos primeros equipos jueguen en la 3. Liga.

### Descenso
Los tres últimos equipos de cada división descienden a su respectiva Oberliga. En la Regionalliga Nord, también desciende el cuarto peor equipo.
Como los clubes en la Regionalliga deben tener sus equipos con licencia por la DFB renovada cada temporada, un equipo también puede ser relegado por tener su licencia revocada o por entrar en Concurso de acreedores. Los equipos de reserva también descienden cuando el primer equipo respectivo es relegado a la Regionalliga.

### Reglas de la escuadra
Los equipos titulares en la Regionalliga deben incluir por lo menos seis jugadores de nacionalidad alemana y menores de 24, dos menores de 21 años y un máximo de tres jugadores no comunitarios.

## Equipos participantes

### Temporada 2024-25
| Regionalliga Nord - Blau-Weiß Lohne - Bremer SV - Eintracht Norderstedt - ETSV Weiche Flensburgo - FC St. Pauli II - FC Teutonia Ottensen - Hamburgo S.V. II - Holstein Kiel II - Kickers Emden - Phönix Lübeck - SSV Jeddeloh - SV Drochtersen/Assel - SV Meppen - SV Todesfelde - TSV Havelse - VfB Lübeck - VfB Oldenburg - Werder Bremen II | Regionalliga Nordost - 1. FC Lokomotive Leipzig - BFC Dynamo - BSG Chemie Leipzig - Chemnitzer FC - FC Carl Zeiss Jena - FC Eilenburg - FC Rot-Weiß Erfurt - FC Viktoria 1889 Berlin - FSV 63 Luckenwalde - FSV Zwickau - Greifswalder FC - Hallescher FC - Hertha BSC II - Hertha Zehlendorf - SV Babelsberg 03 - VFC Plauen - VSG Altglienicke - ZFC Meuselwitz | Regionalliga West - 1. FC Bocholt - 1. FC Colonia II - 1. FC Düren - Borussia Mönchengladbach II - FC Gütersloh 2000 - Fortuna Colonia - Fortuna Düsseldorf II - KFC Uerdingen - MSV Duisburgo - Rot-Weiß Oberhausen - SC Paderborn 07 II - SC Wiedenbrück - Schalke 04 II - Sportfreunde Lotte - SV Eintracht Hohkeppel - SV Rödinghausen - Türkspor Dortmund - Wuppertaler SV | Regionalliga Südwest - 1. FSV Mainz 05 II - 1. Göppinger SV - Bahlinger SC - Eintracht Fráncfort II - Eintracht Tréveris - FC 08 Homburg - FC 08 Villingen - FC Astoria Walldorf - FC Gießen - FSV Frankfurt - Kickers Offenbach - KSV Hessen Kassel - SC Freiburg II - SG Barockstadt Fulda-Lehnerz\| - SGV Freiberg - Stuttgarter Kickers - TSG 1899 Hoffenheim II - TSV Steinbach | Regionalliga Bayern - 1. FC Schweinfurt 05 - Bayern de Múnich II - DJK Vilzing - FC Augsburgo II - FC Eintracht Bamberg - FC Nuremberg II - FC Würzburger Kickers - FV Illertissen - SpVgg Ansbach - SpVgg Bayreuth - SpVgg Greuther Fürth II - SpVgg Hankofen-Hailing - SV Wacker Burghausen - TSV Aubstadt - TSV Buchbach - TSV Schwaben Augsburg - Türkgücü Múnich - Viktoria Aschaffenburg |